# Rockstar Índia
Rockstar India (anteriorment Technicolor India) és una filial de Rockstar Games. Aquest estudi és el més recent de la companyia, fundant-se l'any 2016 a la ciutat de Bangalore a l'Índia. Abans d'haver estat renomeada i haver format part de Rockstar Games, ja va participar en el desenvolupament de Red Dead Redemption, LA Noire, Max Payne i Grand Theft Auto V.

## Història
Rockstar Índia es va establir com a estudi per a Rockstar Games a Bangalore a l'agost de 2016. Rockstar Games havia col·laborat anteriorment amb Technicolor SA per albergar una unitat dedicada a la producció d'art i animació a l'estudi Technicolor de l'Índia el 2012. Rockstar Índia va formar part del equip de desenvolupament de Red Dead Redemption 2, que va ser llançat a l'octubre de 2018. Al maig de 2019.